# Атикамеку
Атикамеку (на английски: Atikamekw) е северноамериканско индианско племе от Алгонкинското езиково семейство, езиково и културно свързано с монтанаите и наскапите. Името започва да се използва в европейските документи в началото на 17 век. Тогава племето живее в северните гори, в района на горната част на река Сен Морис в Квебек и наброява около 500 – 600 души.
Атикамеку са предимно горски номади ловци и събирачи. Живеят в куполовидни колиби покрити с кора. Ловуват елени и друг дивеч, събират кленов сироп и ловят риба. Дрехите си изработват от кожите на животните, които убиват. Изработват също така красиви кошници и канута от дървесна кора. Живеят на неголеми патриархални семейства, които през лятото се събират в по-големи групи на места богати на дивеч и риба, а през зимата се разпръсват из горите, за да ловуват.
Когато французите пристигат в региона, атикамеку бързо стават техни приятели и веднага се включват в мащабната търговия с кожи. По това време те са в съюз с монтанаите на изток, с криите на север и с алгонкините на юг. Заедно с тях те воюват срещу мохоките. В периода между 1670 г. и 1680 г. преживяват опустошителна епидемия от едра шарка. Скоро след това оцелелите са избити от мохоките и племето престава да съществува.
В началото на 18 век група предимно със смесен произход, наречена „Тет дьо Бол“ се появява в същия регион. Няма никакви доказателства, че в тази група има потомци на атикамеку и тъй като по-голямата част са от племето крии, Тет дьо Бол се класифицират като подгрупа на това племе. През 1850 г. групата наброява 150 души, пръснати из район от 7000 кв. км. Подразделят се на 2 групи – кикендач и уимонтачи. Между 1865 г. и 1875 г. се формира още една трета група – мануане. Тет дьо Бол продължили да водят стария номадски живот като предшествениците си атикамеку, но постепенно започват все повече да се съсредоточават около търговските постове, построени в земите им в края на 18 и началото на 19 век. През 1972 г. групата решава да смени името Тет дьо Бол на атикамеку (бяла риба), както се наричат техните предшественици от 17 век. Но това не означава, че етнически са свързани с атикамеку. Днешните атикамеку говорят диалект на езика крии, докато тези от 17 век са говорели диалект на монтанаите. Днес племето е формирано от 3 общности – Манауан, Обеджиуан и Уимотачи. Общо около 7000 атикамеку живеят в изконната си родина по река Сейнт Морис в Квебек.